# Saúdové
Dynastie Saúdů (arabsky: آل سعود, ál-Saʿúd) také Saúdové je vládnoucí dynastie v Saúdské Arábii. Vzestup moci Saúdů se datuje od roku 1744, tehdy vznikl První Saúdský stát v oblasti Rijádu. Nejvíce se o novodobou historii rodu zasloužil v první polovině 20. století ʿAbd al-ʿAzíz ibn Saúd nazývaný Ibn Saʿúd, který dobyl a sjednotil pod svou vládu velkou část Arabského poloostrova, která v té době nepatřila žádné koloniální mocnosti (vyjma Osmanské říše) a vytvořil nový stát sultanát Nadžd, ke kterému připojil roku 1925 království Hidžáz a spojil je do království Hidžázu a Nadždu, ke kterému roku 1932 připojil další území a prohlásil ho Saúdskoarabským královstvím. Panovník z dynastie Saʿúdů bývá současně vůdcem islámské sekty wahhábovců i nejvyšší náboženskou autoritou a tak Saúdovci ustanovili po vytvoření království wahhábismus jako státní náboženství a hlavní prvek zákonodárství. V roce 1986 byl k titulu krále Saúdské Arábie jako predikát (namísto královské veličenstvo) přidán titul Ochránce dvou svatých mešit. Královský titul není v Saúdské Arábii automaticky dědičný (z otce na syna) jak je běžné, ale systémem seniorátu, takže králem se stává vždy nejstarší syn krále Ibn Saʿúda. Do smrti bývalého krále Saúda roku 1969 byl zákon o nástupnictví změněn, takže se trůn dědí z bratra na bratra, a ne z otce na syna, a v roce 1992 upraven, takže králem může být pouze syn nebo vnuk Ibn Saʿúda. Současným králem Saúdské Arábie a hlavou dynastie je od roku 2015 Salmán bin ʿAbd al-ʿAzíz.

## Vládci z dynastie Saúdovců

### První saúdský stát
- Muhammad ibn Saʿúd
- Abdul Azíz ibn Muhammad ibn Saʿúd
- Saʿúd ibn ʿAbd Azíz ibn Muhammad ibn Saʿúd
- Abdalláh ibn Saʿúd

### Druhý saúdský stát
- Turkí ibn Abdalláh
- Fajsal ibn Turkí ibn Abdalláh
- Saʿúd ibn Fajsal
- ʿAbdalláh ibn Fajsal
- ʿAbd ar-Rahmán ibn Fajsal

### Třetí saúdský stát

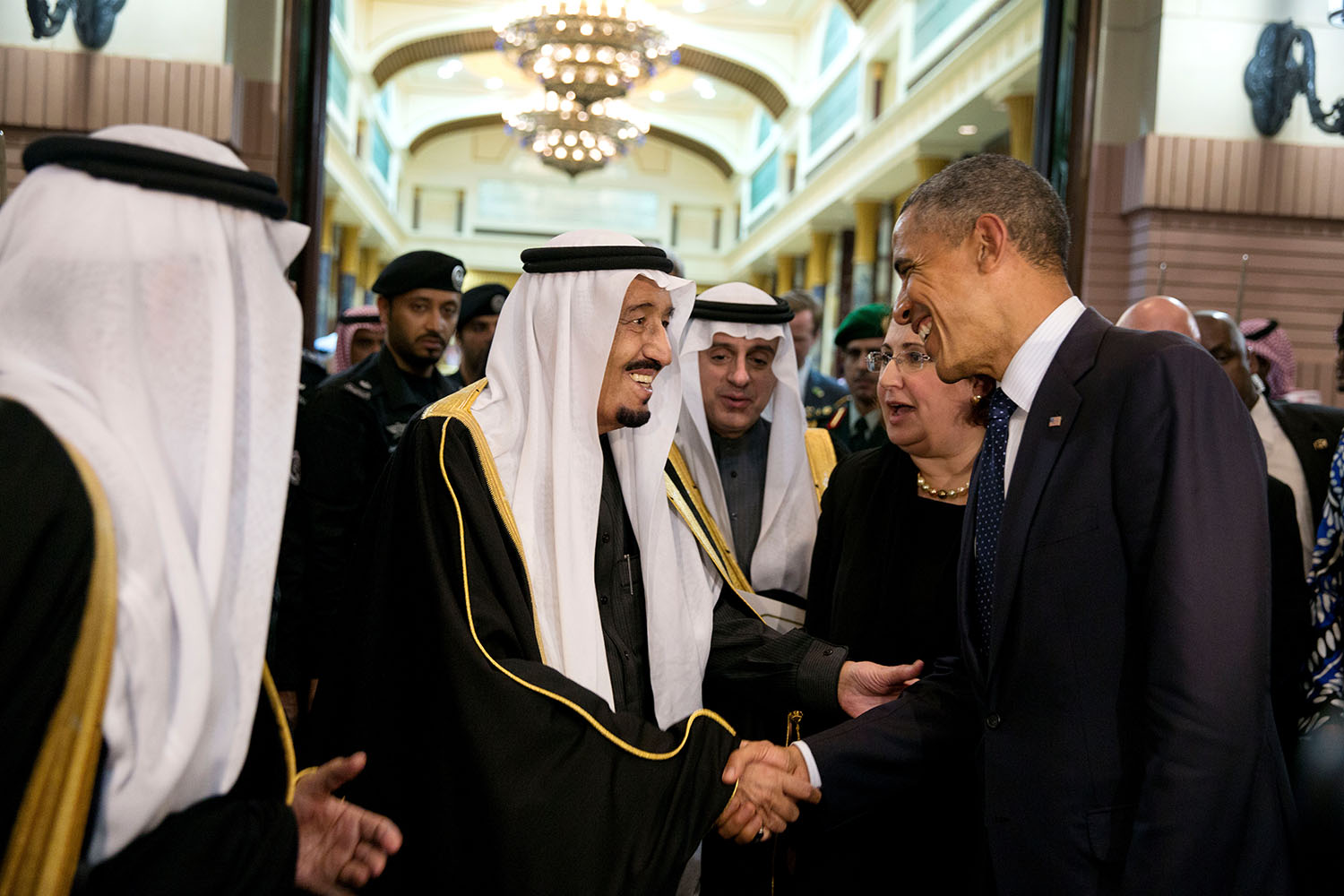
Král Salmán vládnoucí od roku 2015

- ʿAbd ar-Rahmán ibn Fajsal
- ʿAbd al-ʿAzíz ibn Saʿúd

### Králové Saúdské Arábie
- 1932–1953 – ʿAbd al-ʿAzíz, zakladatel Saúdské Arábie, otec všech králů Saúdské Arábie
- 1953–1964 – Saúd, byl sesazen
- 1964–1975 – Fajsal, byl zavražděn
- 1975–1982 – Chálid
- 1982–2005 – Fahd
- 2005–2015 – Abdalláh
- od 2015 – Salmán